# Macapá (stad)
Macapá is de hoofdstad van de staat Amapá in het noorden van Brazilië. De stad ligt aan de Amazone, nabij de monding daarvan. In 2017 had de gemeente 474.706 inwoners, meer dan 100.000 meer dan tien jaar ervoor. De mijnbouw is de belangrijkste inkomstenbron van de stad.
De stad ligt precies op de evenaar, en heeft daar een gedenkteken van (Marco Zero). Bovendien is het de trotse bezitter van een voetbalstadion dat in het zuidelijk en noordelijk halfrond ligt.

## Geografie

### Hydrografie
De stad ligt aan de rivier de Amazone die uitmondt in de Atlantische oceaan. Ook de rivieren de Igarapé Fortaleza, Macacoari, Matapi en Pedreira monden uit in de Amazone. En de rivier de Araguari mondt uit in de Atlantische oceaan.

### Aangrenzende gemeenten
De gemeente grenst aan Amapá, Cutias, Ferreira Gomes, Itaubal, Porto Grande en Santana.
Aan de andere oever van de Amazone rivier grenst de gemeente aan de delta eilanden rond het eiland Marajó met de gemeenten Afuá (PA) en Chaves (PA).

## Cultuur

### Bezienswaardigheden

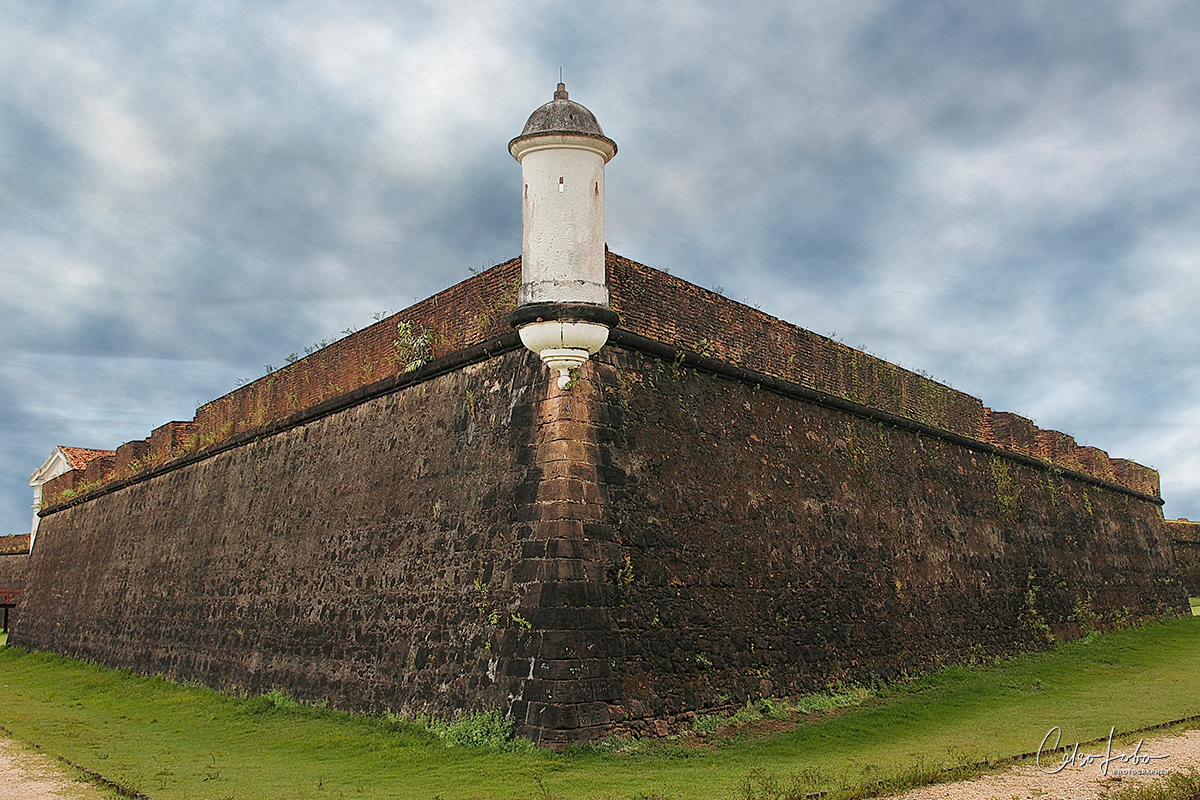
Het fort Fortaleza de São José
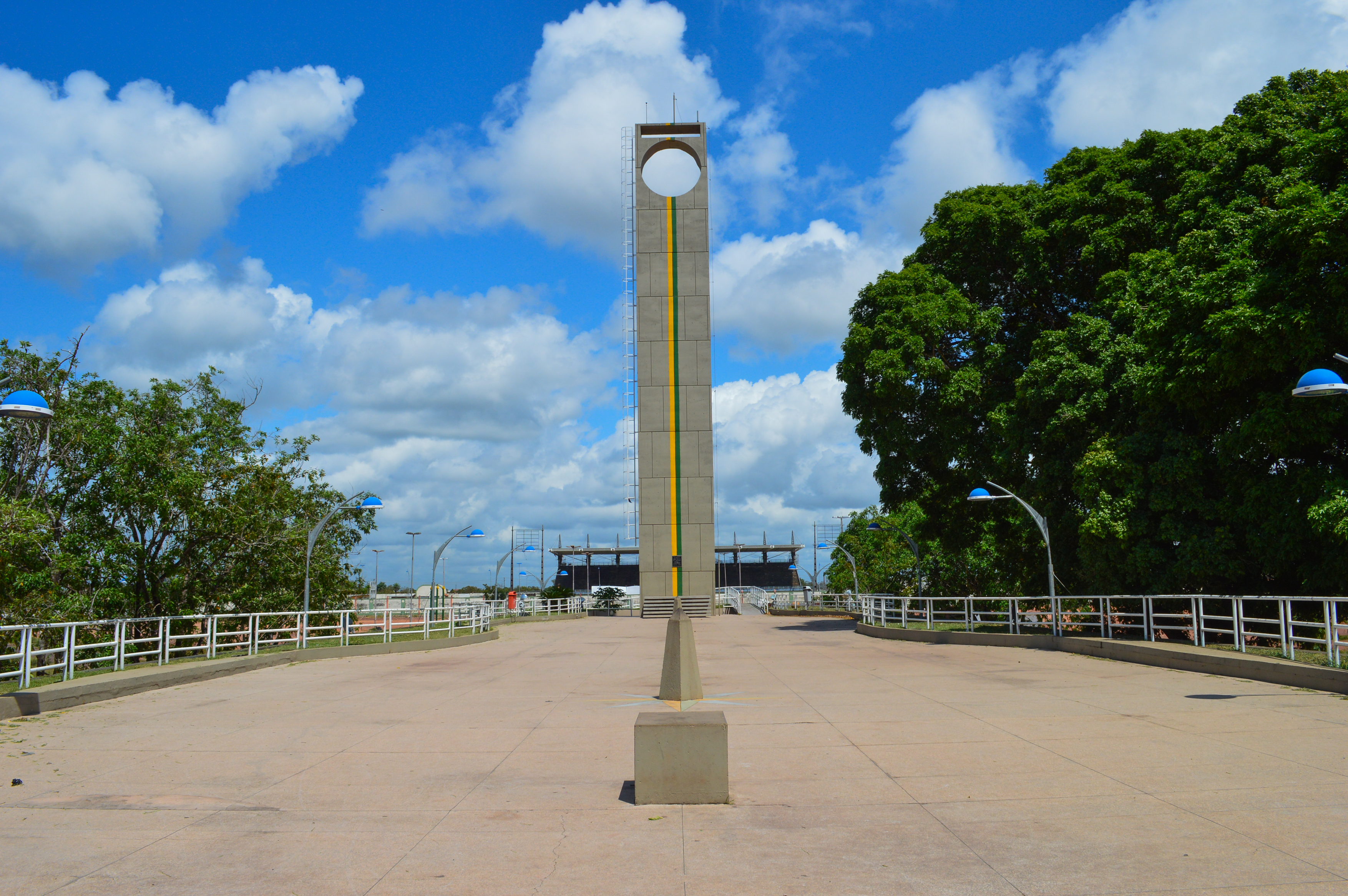
Het monument Marco Zero do Equador
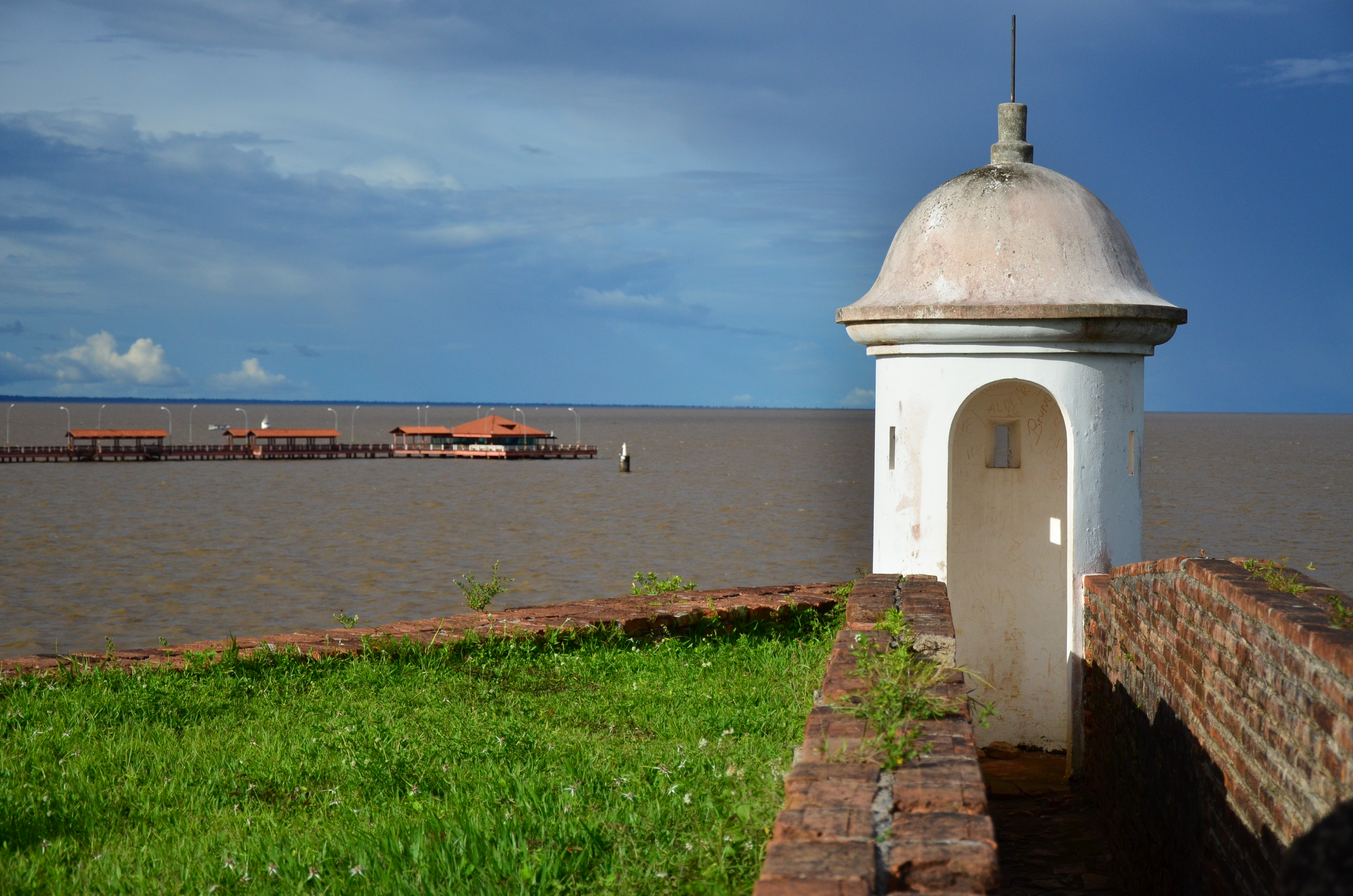
Het fort met uitzicht op de Amazone
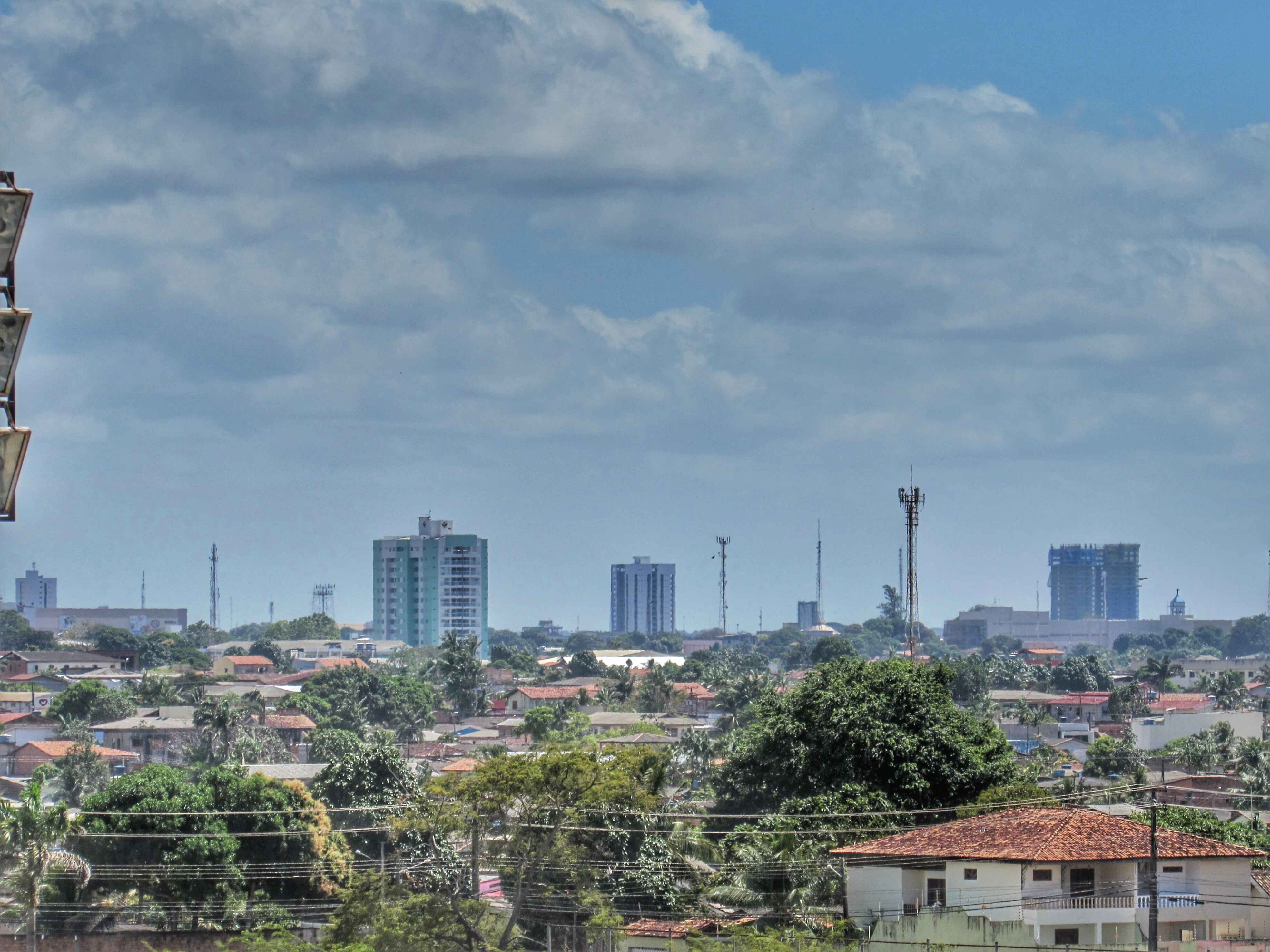
Uitzicht op het centrum van Macapá

- De rivier de Amazone

- Het fort Fortaleza de São José
- Het monument Marco Zero do Equador markeert de evenaar
- Het fort met uitzicht op de Amazone
- Uitzicht op het centrum van Macapá

## Verkeer en vervoer

### Wegen
Macapá is via de hoofdweg BR-156/BR-210 verbonden met de gemeente Laranjal do Jari in het westen en met de gemeente Oiapoque in het noorden, waar de weg via de brug Ponte Binacional Franco-Brasileira en de hoofdweg RN2 verbonden is met Cayenne, de hoofdstad van Frans-Guyana. En via de hoofdwegen AP-010 en AP-020 met de gemeente Santana. De hoofdweg AP-440 is een verbindingsweg tussen de hoofdweg BR-156/BR-210 en de AP-020. De hoofdweg AP-030 en AP-070 verbinden de stad met de gemeente Itaubal.

### Vliegverkeer
- Aeroporto Internacional de Macapá, de internationale luchthaven van Macapá

### Spoor
De spoorlijn van Estrada de Ferro Amapá op normaalspoor loopt door de gemeente en verbindt de haven van Santana met de gemeente Serra do Navio.

## Bekende inwoners van Macapá

### Geboren
- Ubiratã Espírito Santo, "Bira" (1953-2020), voetballer
- Igor Paixão (2000), voetballer

### Overleden
- Peter Blake (1948-2001), Nieuw-Zeelandse zeiler